# Musée national Cirta
Le musée national Cirta est un musée à Constantine en Algérie, qui présente le passé de la ville de la préhistoire, aux périodes numide, romaine, hafside, ottomane et coloniale ainsi que des vestiges de Tiddis, de la Kalâa des Béni Hammad et d'autres régions historiques du pays.

## Historique
La création du Musée archéologique de Constantine est due à l’initiative de la Société d'archéologie de Constantine fondée en 1852 par MM. Creully, L Renet et Auguste Cherbonneau pour présenter Constantine, la ville historique que date de la préhistoire.
Il a été construit suivant le modèle gréco-romain, un édifice rectangulaire avec un jardin au milieu et un couloir décoré de piliers ; sans oublier que son jardin contient aussi quelques gravures et sculptures. Le musée contient trois pavillons : celui des objets archéologiques, celui des beaux-arts et celui de l’ethnographie.
Le musée s’étend sur une surface de 2 100 m2 dont 900 m2 pour le jardin.

## Collections

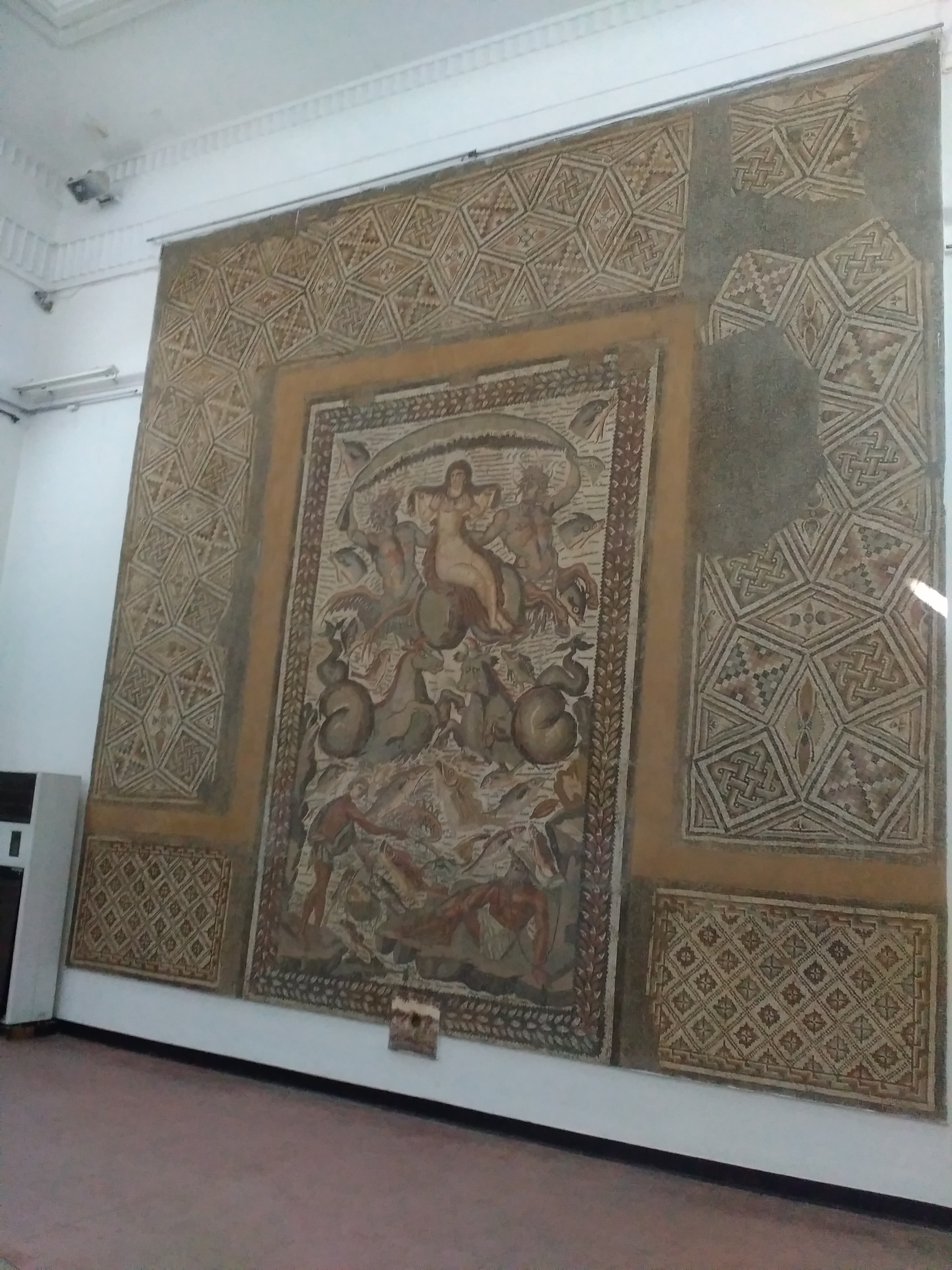
Mosaïque romaine exposée au musée

La collection du musée se compose de plus de 17 000 pièces d’antiquités et de pièces ethnographiques acquises grâce à des fouilles ou des découvertes fortuites, et représentant des périodes historiques diverses de la préhistoire à la phase islamique en passant par celles libyque, punique, romaine, byzantine, et même ceux de la période coloniale,, ainsi que près de 450 tableaux d'art allant du XVIIe siècle jusqu'au début du XXIe siècle, des sculptures, des pièces de monnaie et des objets divers, dont 7 000 sont  exposées dans les 14 salles du musée. Parmi les pièces fascinantes du musée, on trouve la statue grandeur nature en marbre blanc de Annia Galeria Faustina (106–140), épouse d'Antonin le Pieux, empereur romain qui régna de 138 à 161. Cette statue fut découverte à Djemila près de l’arc de Caracalla. On y trouve aussi les  trois têtes impériales de Antonin le Pieux (découverte à Constantine), de Claude (découverte à collo) et de Domitien (découverte à Constantine).

### Section préhistorique
La section préhistorique comprend des présentoirs au sol et muraux qui contiennent des artefacts produits par l'homme préhistorique, à partir de l'ère du Paléolithique inférieur jusqu'à l’époque Néolithique, qui sont des outils de pierre en os d'ivoire, tandis que les présentoirs horizontaux étaient consacrées à la répartition géographique des grandes stations préhistoriques de l'est algérien. La peinture murale illustre un modèle du développement temporel de l'industrie de la pierre durant les temps préhistoriques, à partir de la station d'Aïn Hanech, à travers la période atérienne (Paléolithique moyen) puis caspienne, jusqu'à l'industrie Néolithique. On y trouve 3 présentoirs, deux avec des pièces rapportées de Tiddis, avec de la poterie moulée portant des décorations locales, et certaines des cannelures des voûtes portant des sceaux grecs découvertes à Constantine.

### Section ethnographique
La section ethnographie, comprend des artefacts liés aux coutumes et traditions de la partie orientale de l'Algérie en général, et de la ville de Constantine en particulier. On y trouve des tapis, des ustensiles de cuivre, des tenues traditionnels, des bijoux et des armes.

### Section archéologique

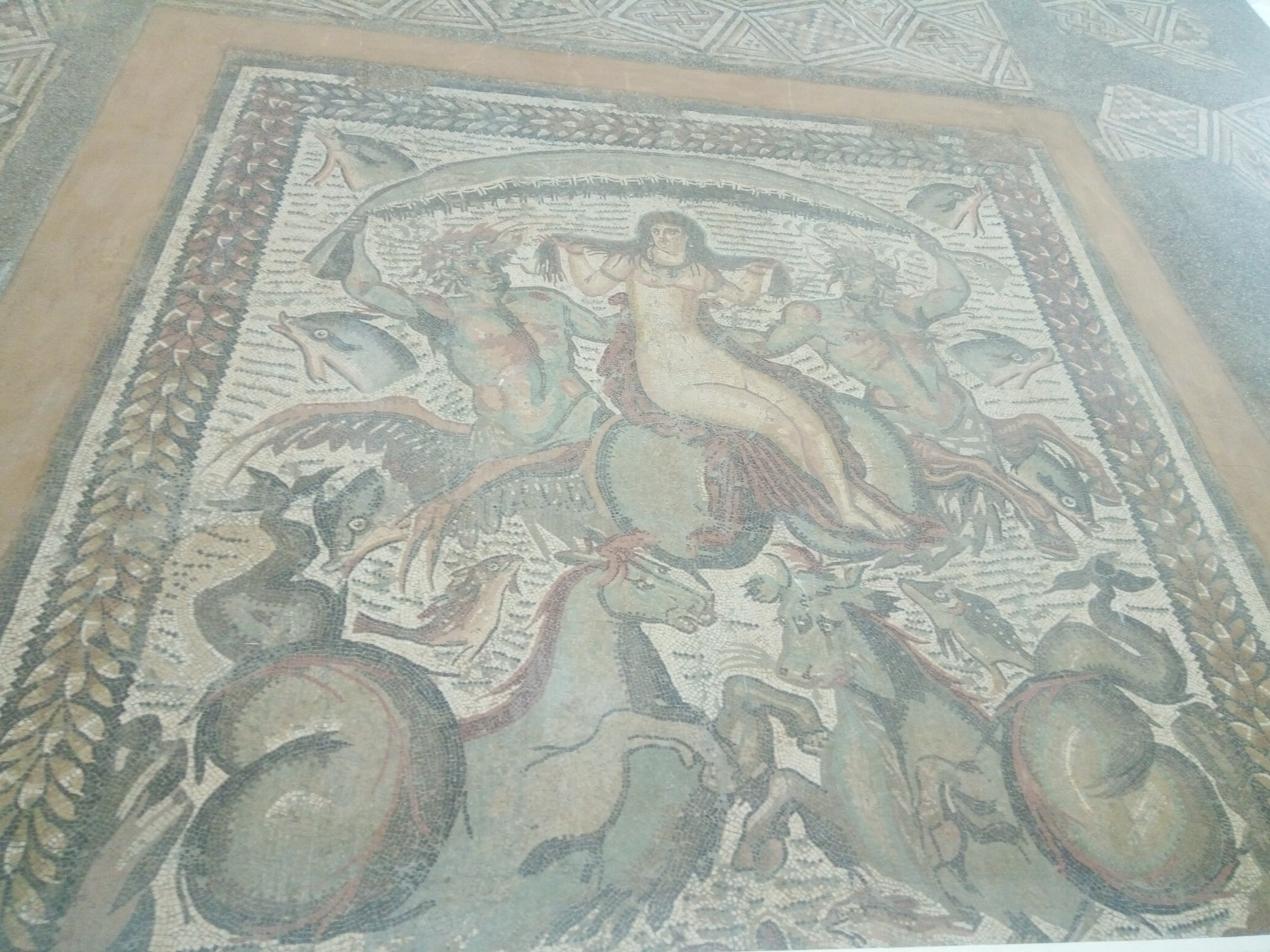
Mosaïque du Triomphe de Vénus Marine, trouvée à Khenchela et exposée au musée.

Le musée national Cirta conserve des antiquités rares, la plus célèbre est celle du roi Numide Massinissa qui était le roi de Cirta. Ces objets ont été découverts au Soumaâ du Khroub.
Une statuette antique connue sous le nom (La victoire de Cirta) ou (La victoire de Constantine) qui représente une déesse avec des ailes protectrice des empereurs. Elle a été découverte à Constantine en 1855 par des soldats français qui effectuaient des travaux de transformation de la casbah en caserne.
On y trouve aussi, les mosaïques romaines des fameux bains de Pompeianus ont été découvertes vers 1872 à Oued Athmania, ainsi que d'autres mosaïques de différentes tailles entre autres sont exposées, tels que, Le triomphe de Vénus Marine découverte à Khenchela, Le retour de la chasse, L’Aigle de Jupiter, Aux nageurs découvertes dans un quartier d’habitations, à l’extérieur de Cirta, à proximité de la sortie nord des gorges du Rhummel.On y trouve, en particulier, les stèles votives du sanctuaire punique d’El Hofra, un certain nombre d’inscriptions latines faisant état de la contributio cirtéenne au centre ville, des découvertes faites à Tiddis (céramique, numismatiques, stèles), et une statuaire de laquelle émerge une victoire en bronze, trouvée en 1955, à proximité du Capitole, qui appartenait vraisemblablement au nymphée attenant.

### Section des beaux-arts

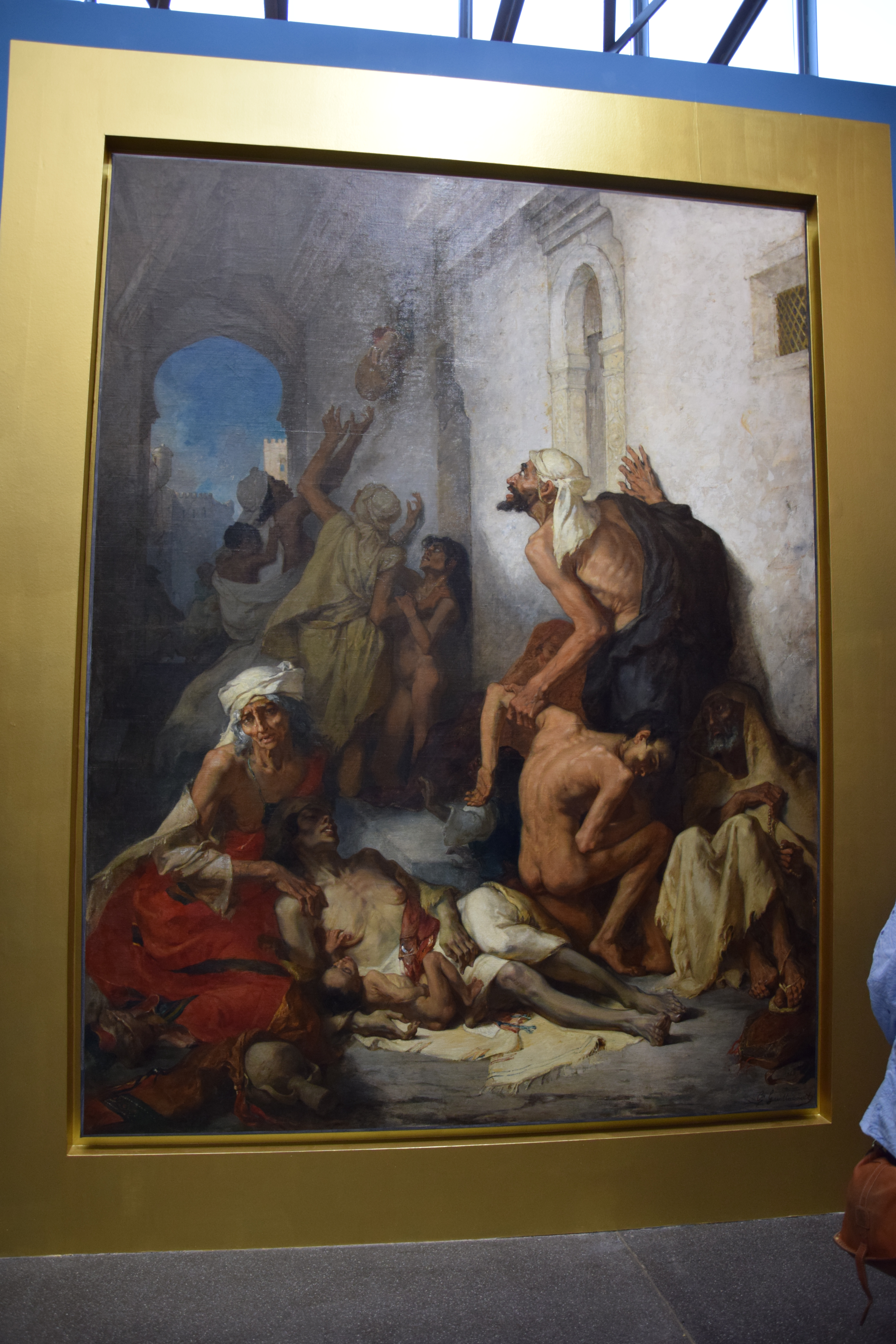
La Famine tableau de Gustave Guillaumet, daté de 1869.

La section des beaux-arts, comprend des peintures et des sculptures datant du XVIIe siècle au XXe siècle qui se composent d'œuvres à l'huile et à l'eau traitant de divers sujets et appartiennent à plusieurs écoles européennes, orientales et algériennes. Elle regroupe 406 œuvres de peinture.

#### Art européen
Liste non exhaustive
- Alfred Chataud (1833-1908), Mauresque de la Rue Sidi Abdellah
- Adolphe-Félix Cals (1810-1880), Bouquet de fleurs
- Antoine Gadan (1854-1934), Le Moulin abandonné, La cueillette des olives, Portrait d'une fillette blonde
- Dario Furieri  (Actif vers 1950), L'enfant fou
- Étienne Dinet (1861-1929), La Voyante ou Les Vieilles Femmes
- Émile Gaudissard (1872-1956), La bonté, 1905, sculpture en plâtre
- Eugène Fromentin (1820-1876)
- Émile Aubry (1880-1964), Le Berger
- François Fauck (1911-1979), Vue générale de Constantine, le grand rocher ", Dessin au crayon
- Gustave Guillaumet (1840-1887), La Famine, Village du Sud
- Gustave Auguste Debat (1861-1940), Le Chemin des Touristes, Les gorges du Rhumel, Bains et Piscines dans les Gorges de Constantine
- Gabriel Ferrier (1847-1914), Les Fumeurs de Kif
- Henri Pierre Dubois (1837-1909), Chanteur du Café Maure
- Henri Dabadie (1867-1949), Femme devant la mer
- Jean-Baptiste Monnoyer (1636-1699), Nature morte aux fruits et fleurs
- Jean-Antoine-Siméon Fort (1793-1861), Siège de la ville de Constantine
- Maxime Horlin (1866-1932), Le Chemin des Touristes, Les Voûtes Naturelles des gorges du Rhumel, Le Pêcheur des gorges du Rhumel
- Paul Jobert (1863-1942), Banc de terre neuve à New York
- Roger Debat (1906-1966), Place animée en Orient, Constantine l'ancienne Ville, Djemila, Le Pont de Sidi Rached, Le Canyon de Constantine, Les cascades de l'Oued Rhumel, Les lavandières, Constantine la Vieille Ville
- Yvonne Kleiss-Herzig (1895-1968), Femme à l'encensoir

#### Art algérien
Le 6 février 2018 a vu l'inauguration d'une salle consacrée aux artistes peintres et sculpteurs algériens dont les œuvres font partie de la collection du musée.
Liste non exhaustive
- Amine Khodja Saddek (1949-)
- Ammar Allalouche (1939-2020)
- Azouaou Mammeri (1886-1954)
- Ahmed Akriche (1945-1988)
- Bachir Yellès (1921-2022)
- Mohamed Bachir Bouchriha (1944-)
- Mohamed Haddad (1962-)
- M'hamed Issiakhem (1928-1985), L'exode, L'histoire est reprise reprenons là
- Mustapha Adane (1933-)
- Mohamed Temmam (1915-1985)
- Mohamed Ranem (1925-2014)
- Nouredine Filali
- Nadir El-Hadi (1957-1997), Le Pont Sidi Rached
- Nadir Chiboub (1949-), Les Cavaliers Arabes, La retraite des Français
- Rachid Benachour

### Section arts islamiques
Le 30 janvier 2019, le musée a ouvert une salle consacrée aux arts de l'islam, afin de mieux exposer les pièces qui sont à sa possession, découvertes à la Kalâa des Béni Hammad (M’sila), Tiddis (Constantine) et Bejaïa.
La collection du musée Cirta compte de nombreux objets de poterie de l’époque des Hammadites. De la Kalâa des Béni Hammad du XIe siècle, on trouve un fragment de plat en céramique à décor de couleurs, une gargoulette à filtre, des éléments de claustra, un petit oiseau de bronze moulé et gravé posé sur une base, un dénéral (sandja) utilisé comme un étalon de contrôle, une table de marbre décorée de trois poissons, des bijoux (boucles d'oreilles, fibules, broche, fragment de bracelet, épingles, collier de perles...). De la période Almohade ou hafside et du même site on trouve un médaillon (bractéate) en argent gravé et découpé.
Du site de Tiddis, on trouve un cruchon en céramique vernissée datant du XIe siècle.
On y trouve aussi un astrolabe en cuivre jaune découpé, gravé et repercé de Marrakech ou Fès (Maroc) datant du XVe siècle (donation de Mahmoud Bachtarzi de Constantine), une copie rare d’un manuscrit de Muhammad al-Salih Ibn al-Antari sur l’histoire de constantine Al-Farīdat Al-mu'nisah - Constantine sous les turcs.
Des pièces de monnaie de toutes les dynasties qui ont régné dans la région.

## Conservateurs du musée
- Paul Jobert (1931-)
- Roger Debat
- Chadia Khalfallah
- Amel Soltani
- Khalid Boudjatat (2023-)

## Galerie

Quelques Œuvres exposées au musée de Cirta
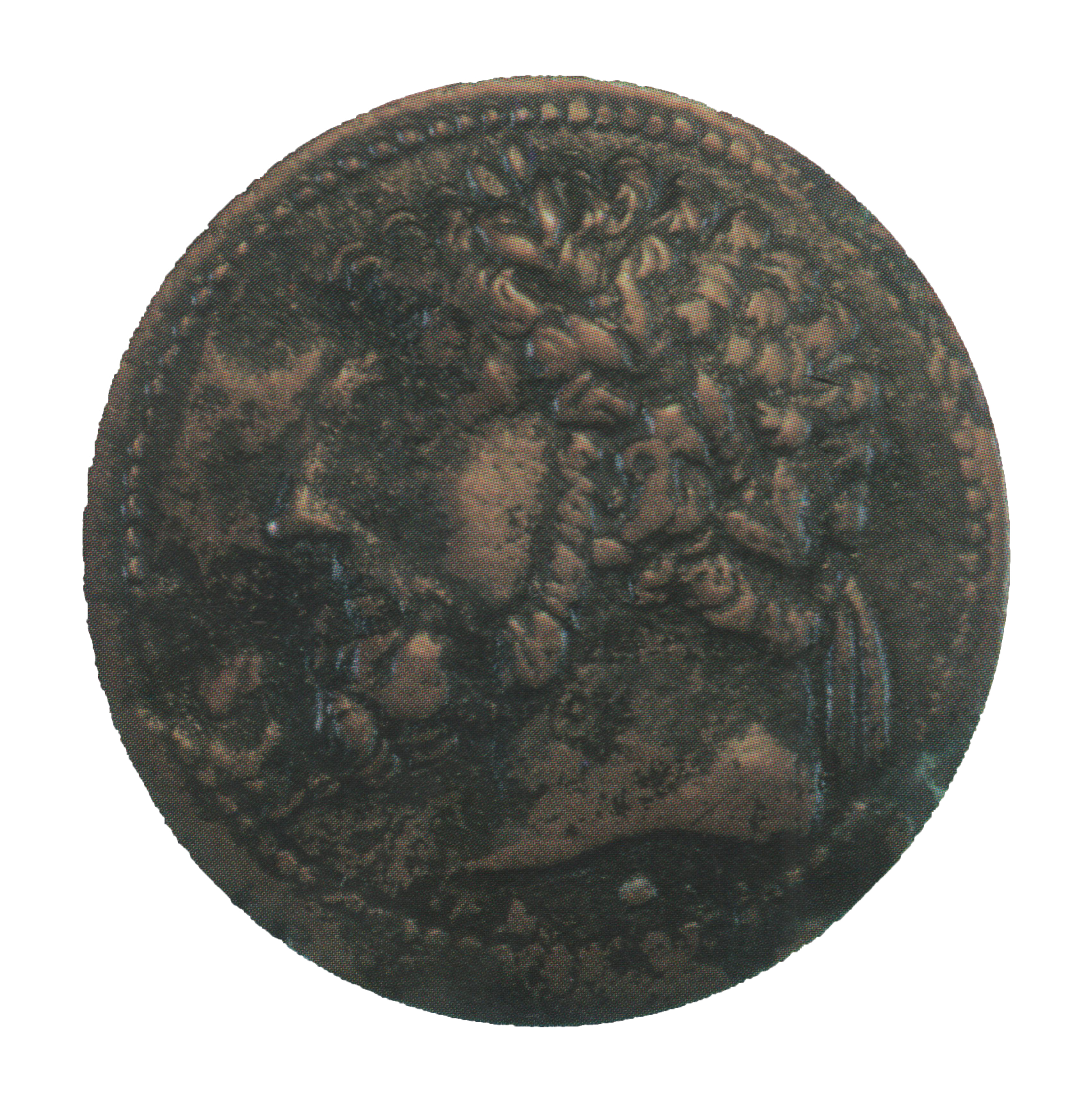
La face de la pièce de monnaie du roi Massinissa
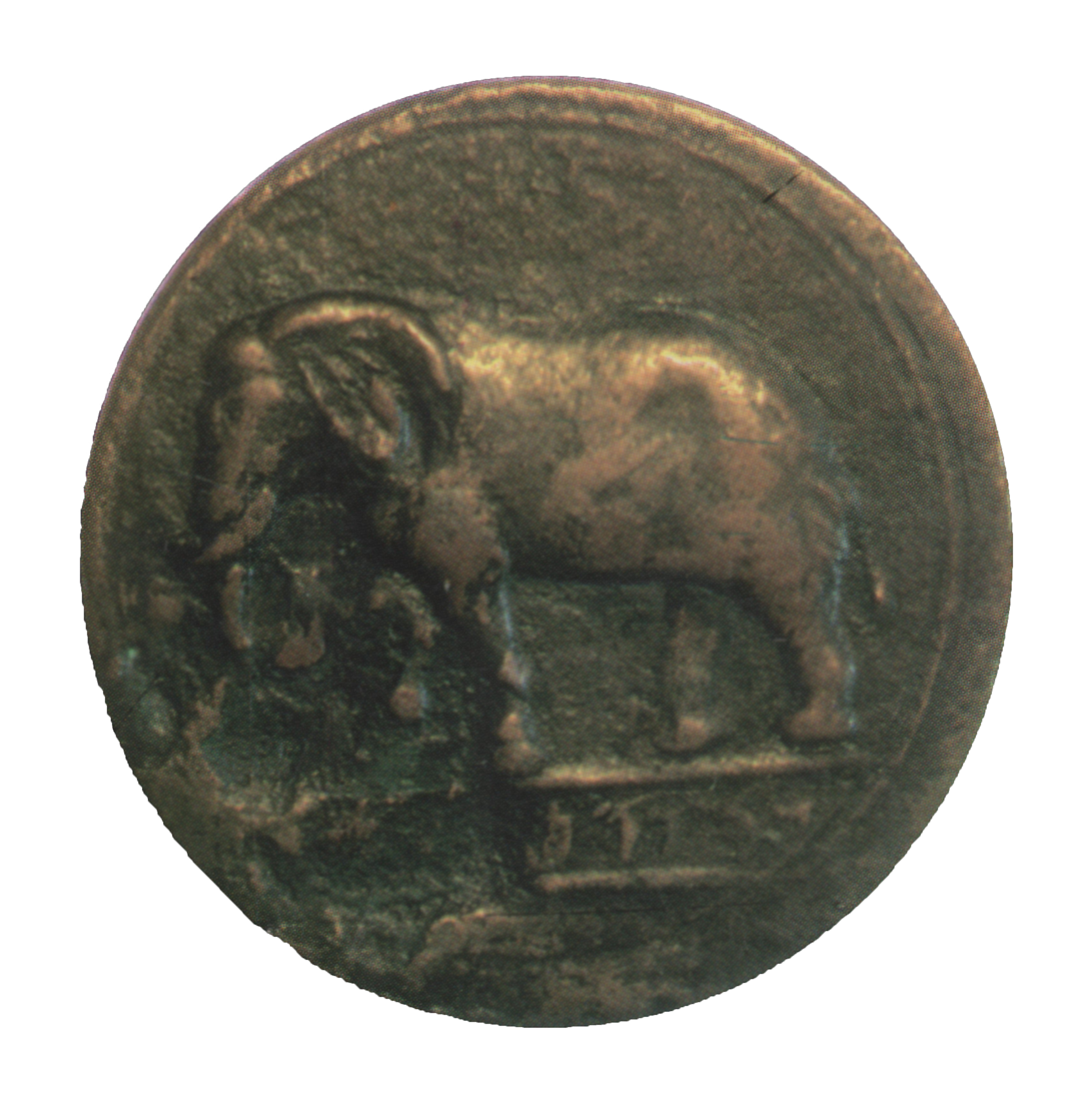
Le dos de la pièce de monnaie du roi Massinissa
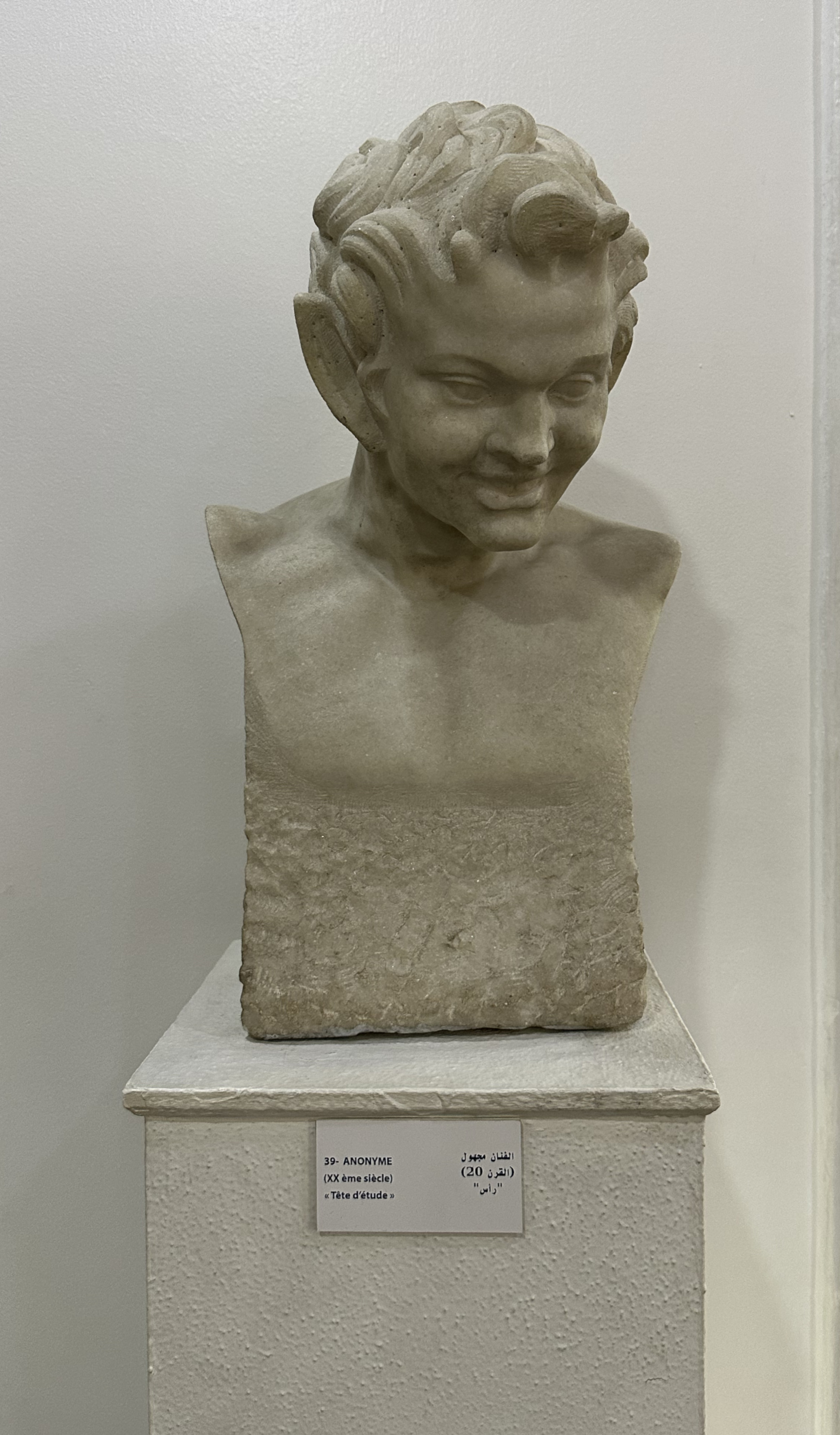
Tête d'étude par un artiste anonyme du XXe siècle
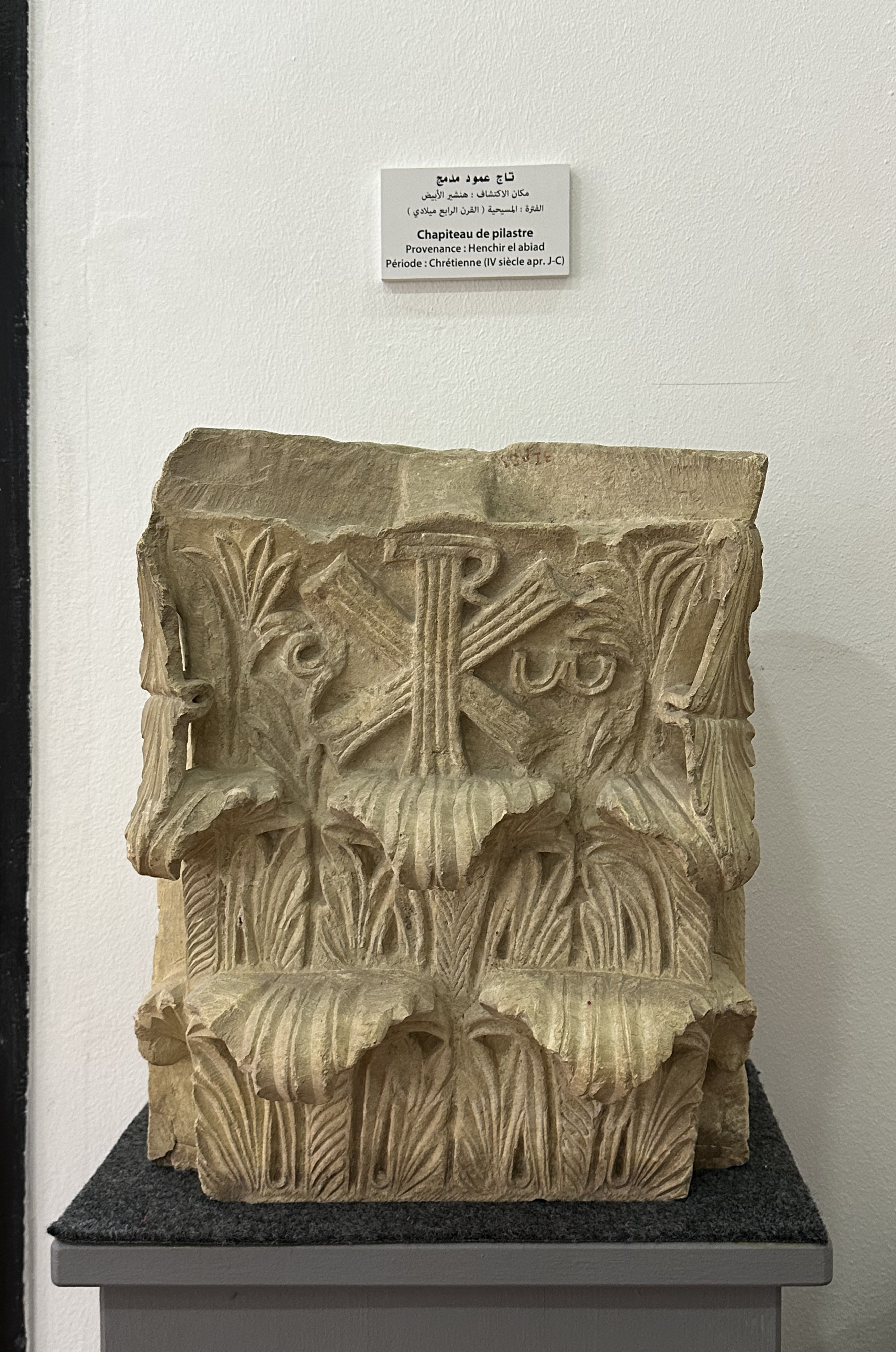
Chapiteau de pilastre de Henchir el-abiad de la période chrétienne IVe siècle
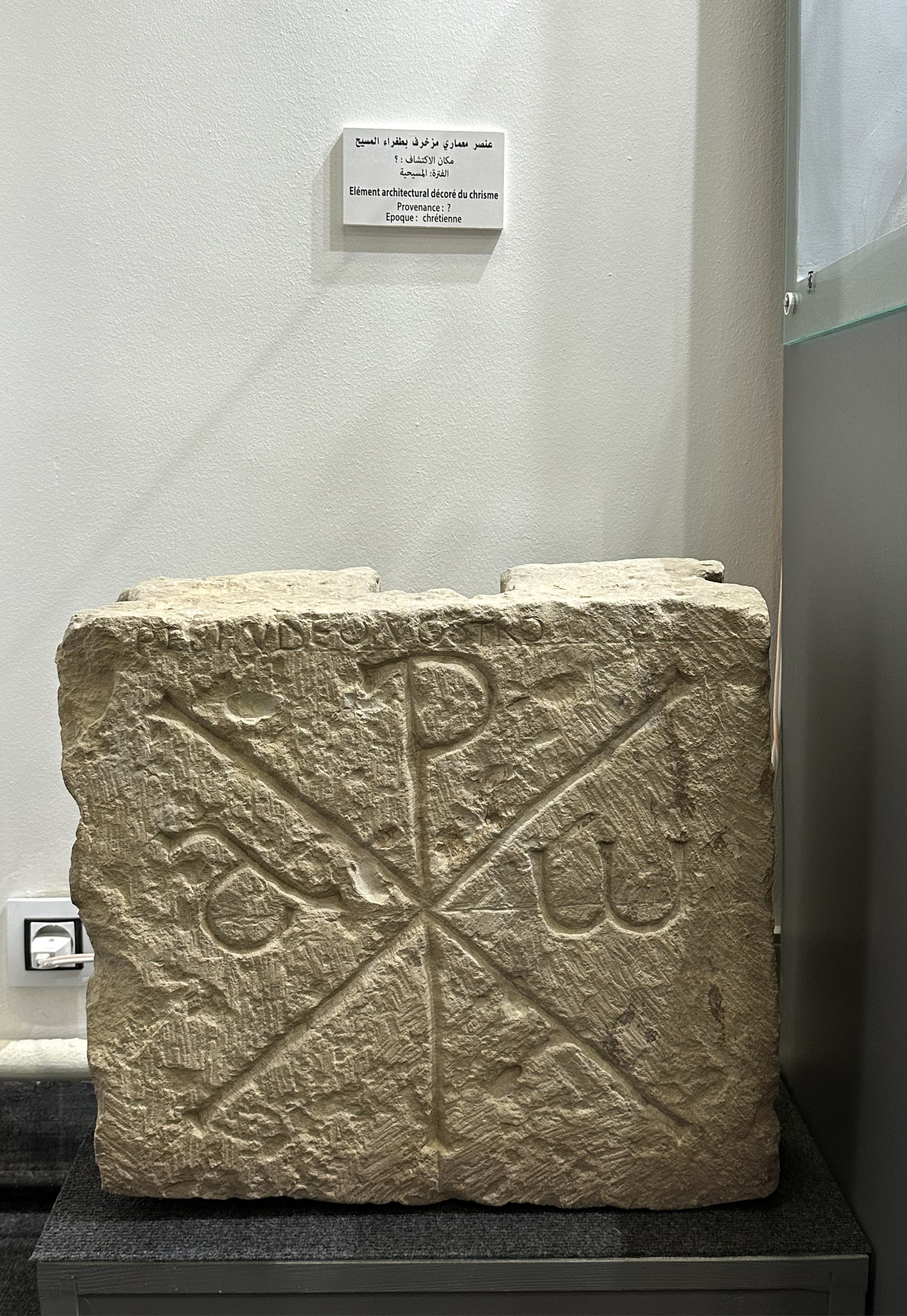
Élément architectural décoré du chrisme daté de l'époque chrétienne
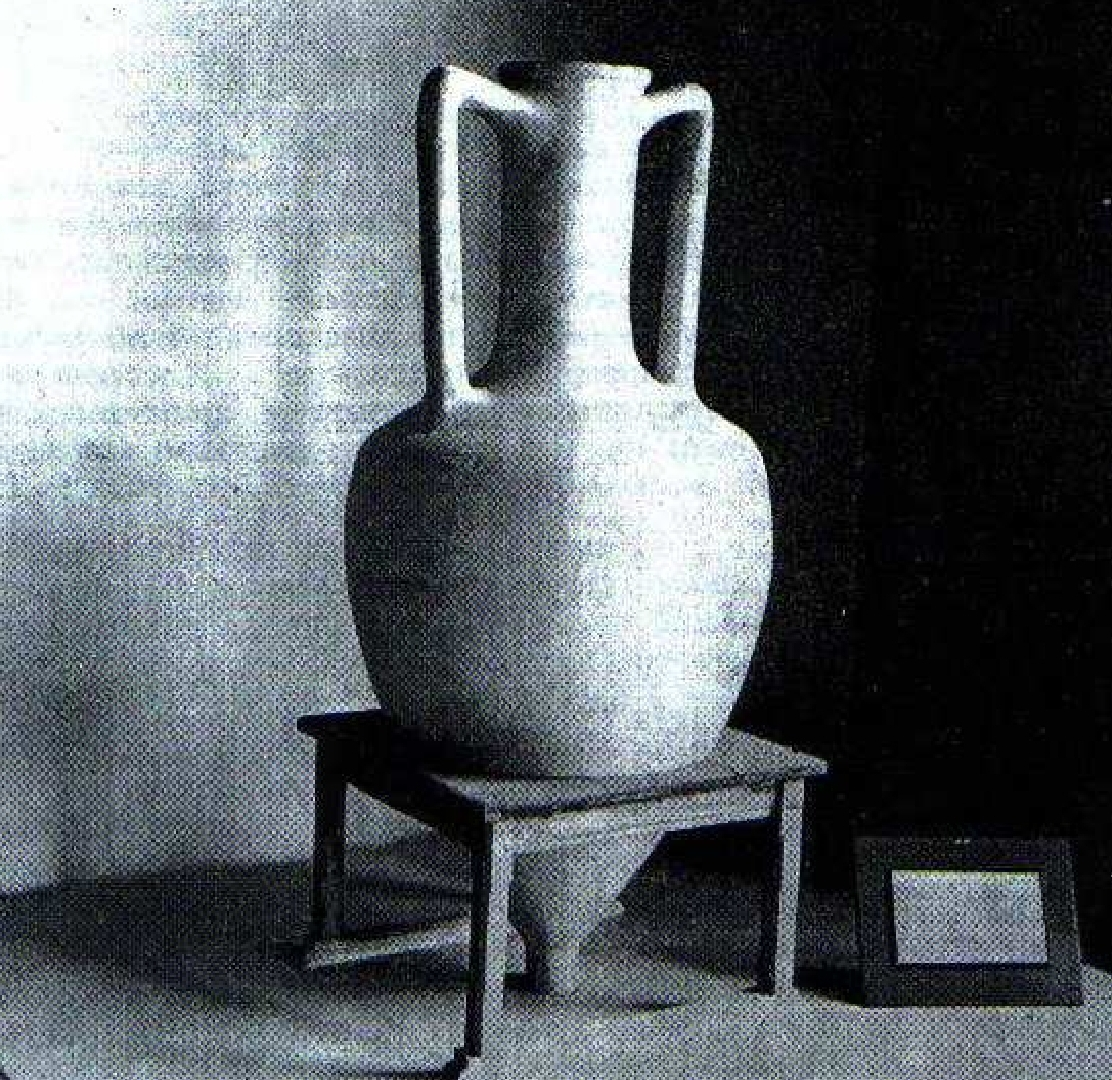
Amphore grecque datée 180 av. J.-C
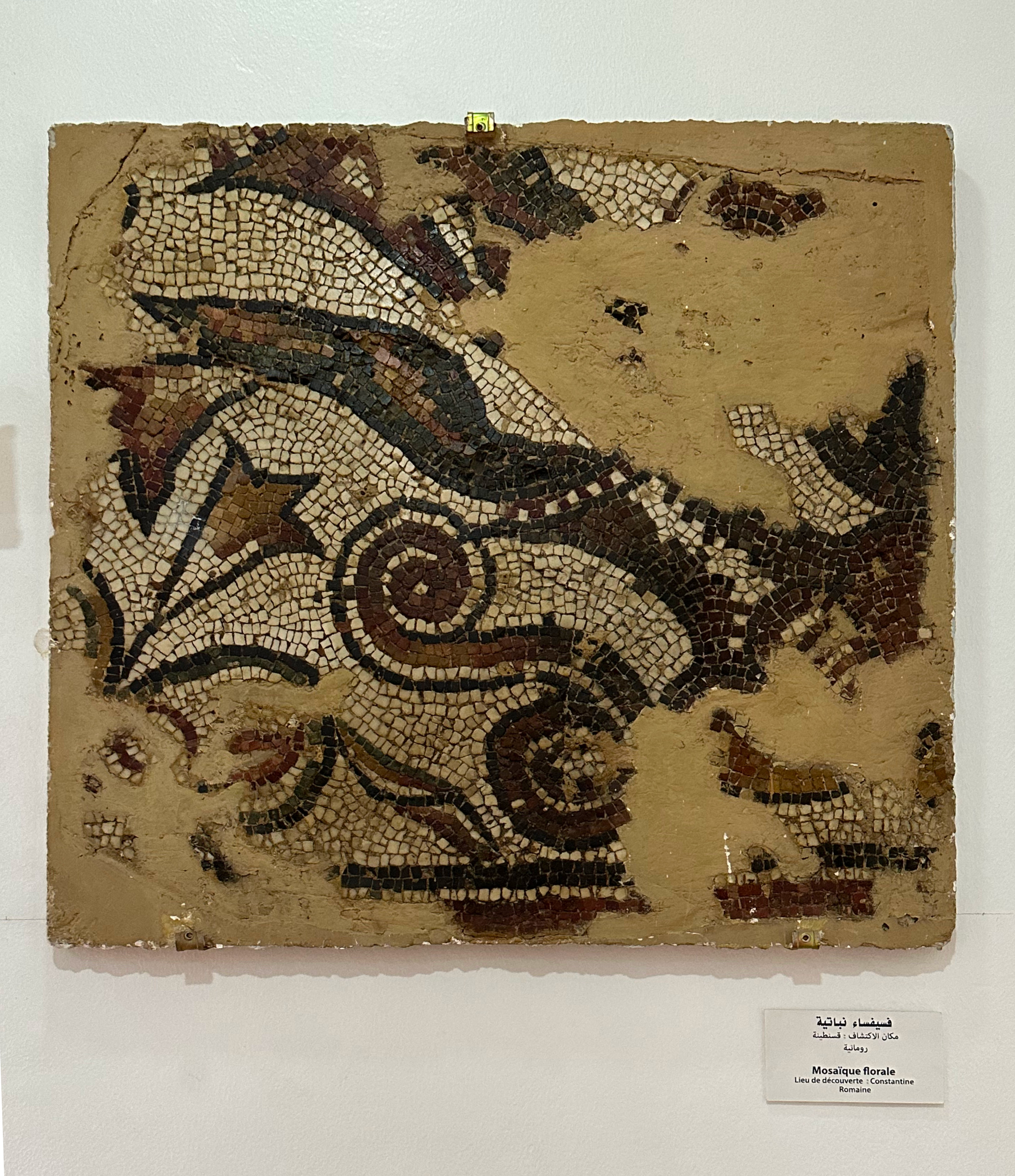
Mosaïque floral de la période de Constantine romaine
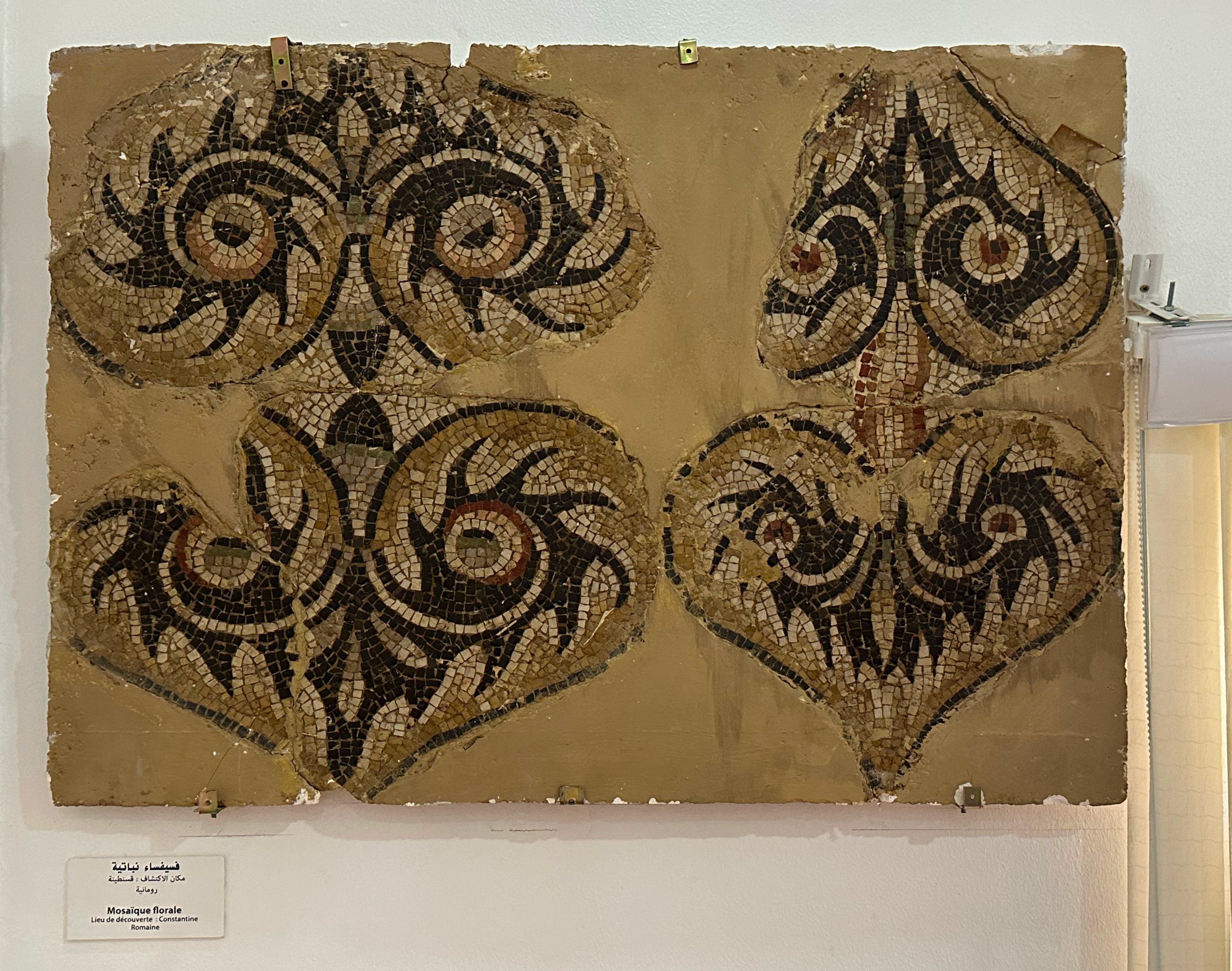
Mosaïque floral découverte de la période de Constantine romaine
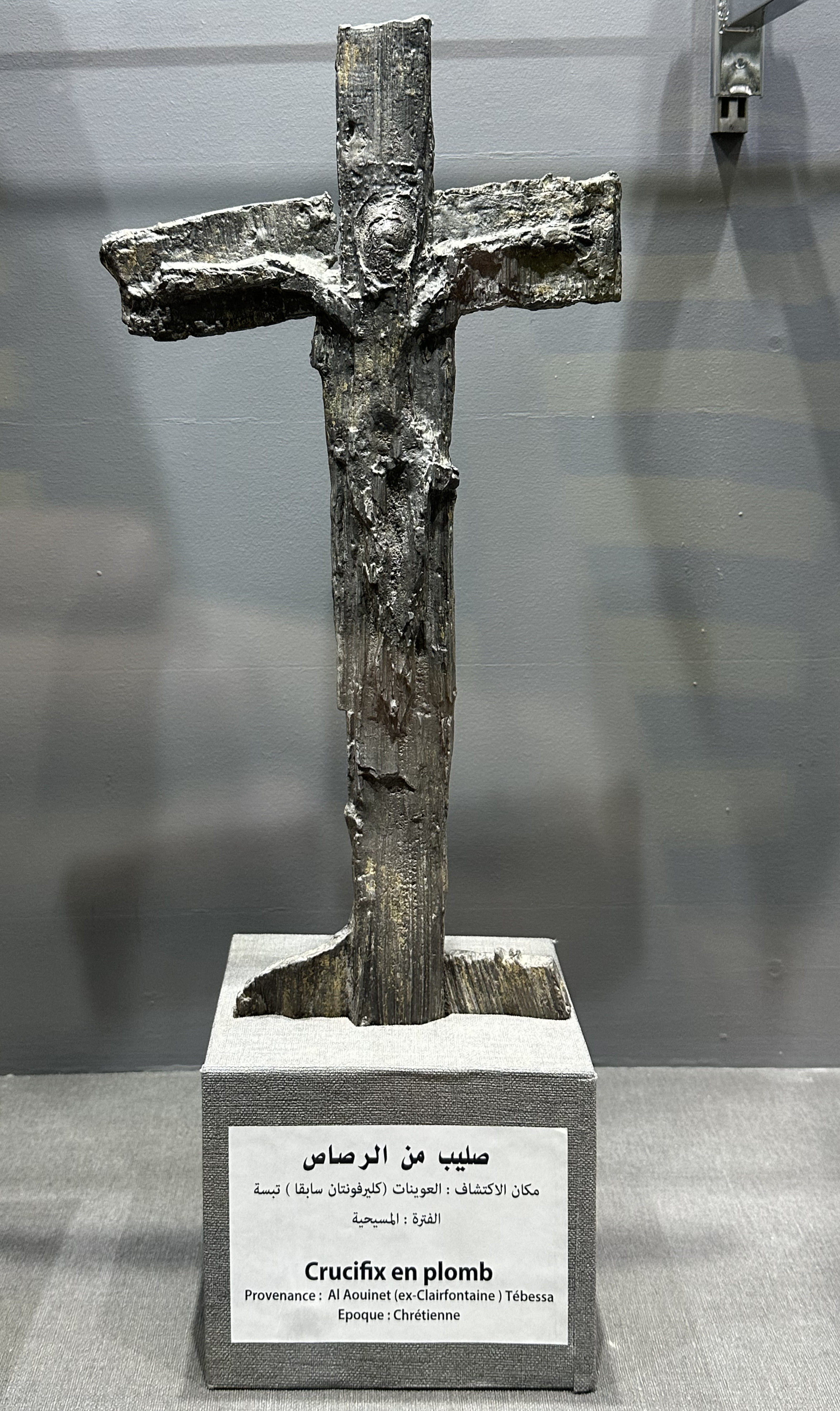
Crucifix en plomb découvert à Al-aouinet (Tébessa) de l'époque chrétienne
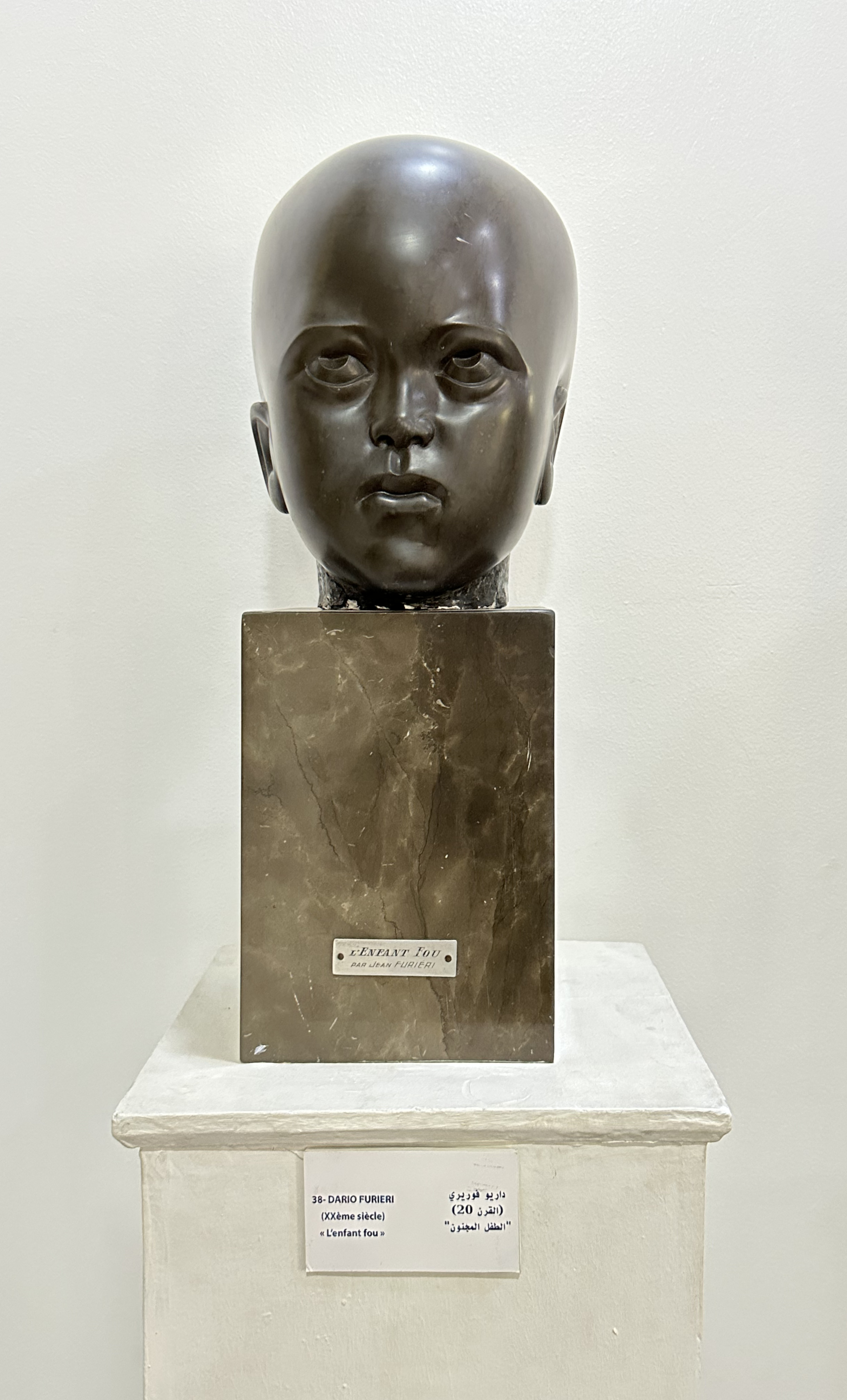
Portrait de L'enfant fou de Dario Furieri du XXe siècle
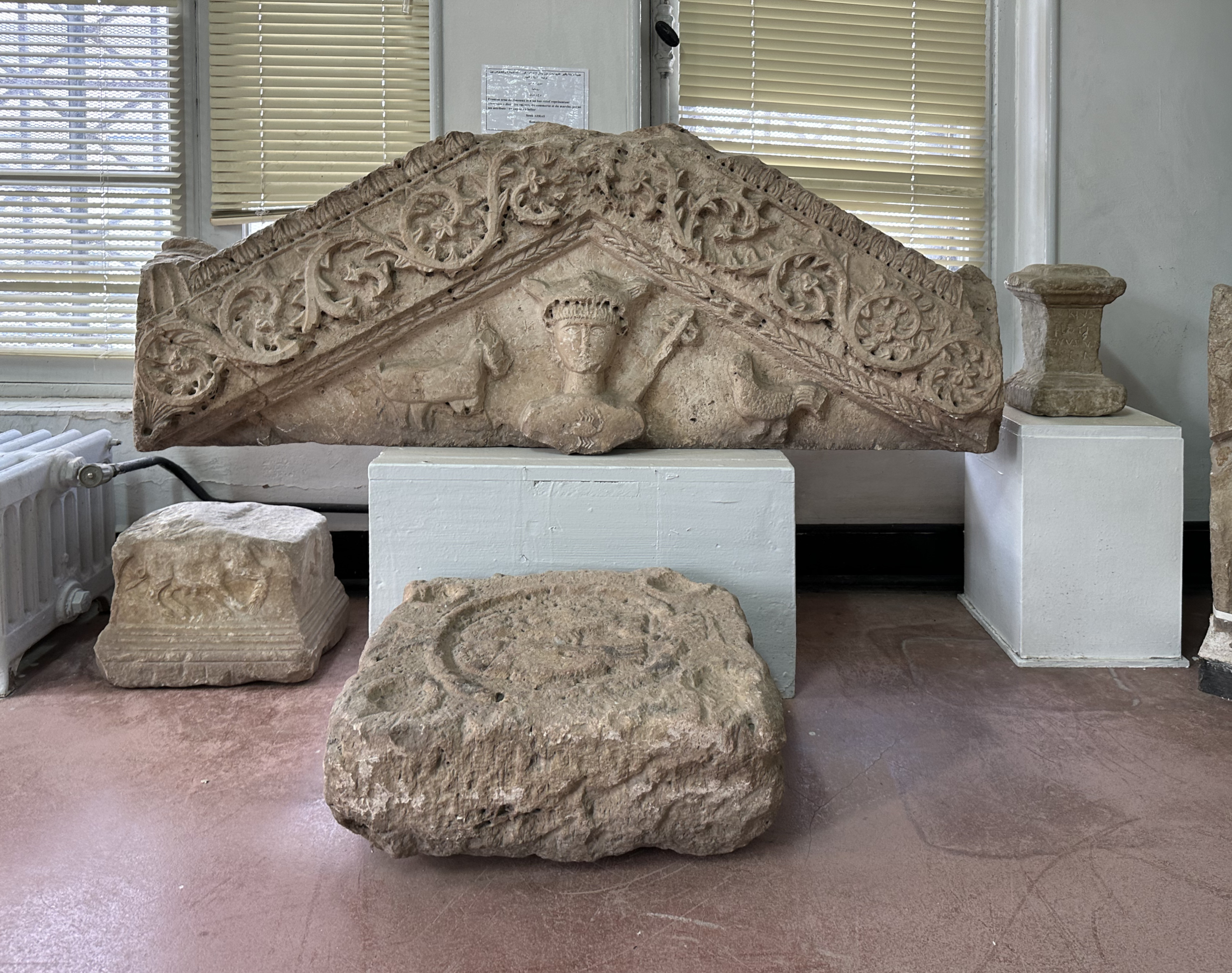
Bas-relief Fronton gréco-romain représentant Mercure dieu du commerce dans la Mythologie romaine Orné de rinceaux , parmi ses attributs : un coq et un belier (découverte a Souk Ahras)
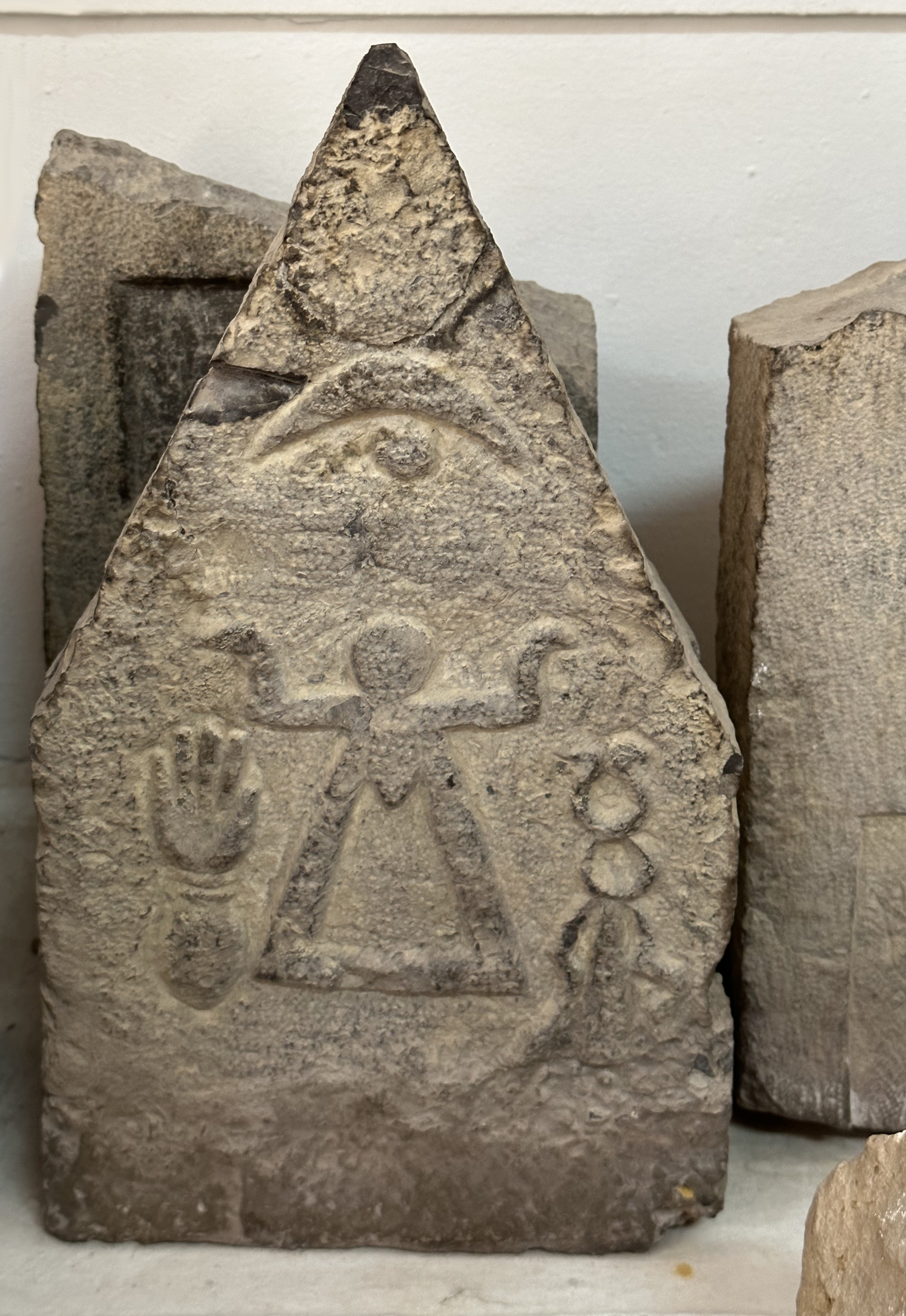
Stele mentionnant les offrandes au Dieu Ba'al Hammon et à la déesse Tanit
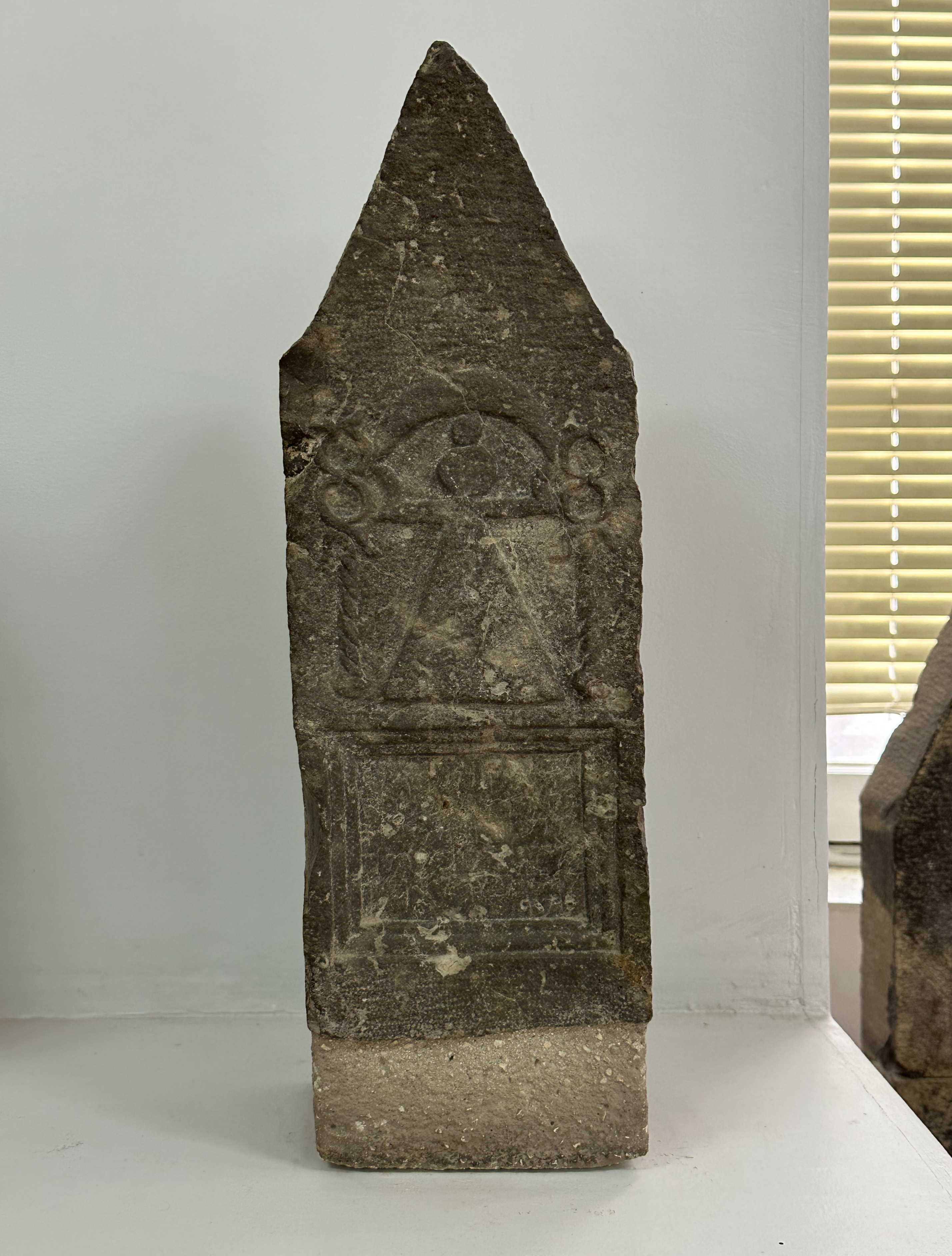
Une autre Stele mentionnant les offrandes à Dieu Ba'al Hammon et à la déesse Tanit
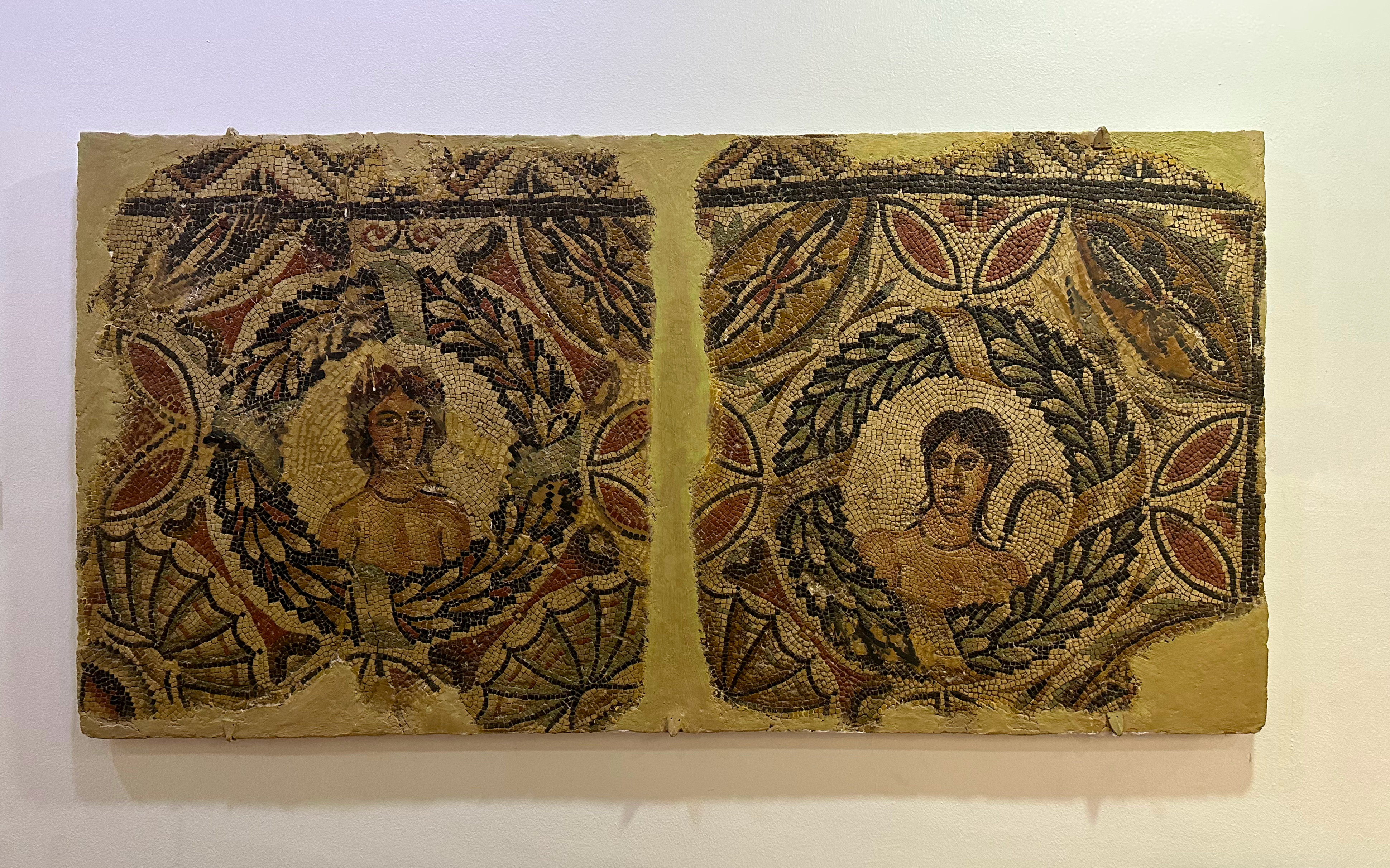
Mosaïque Les quatre saisons découverte à Batna
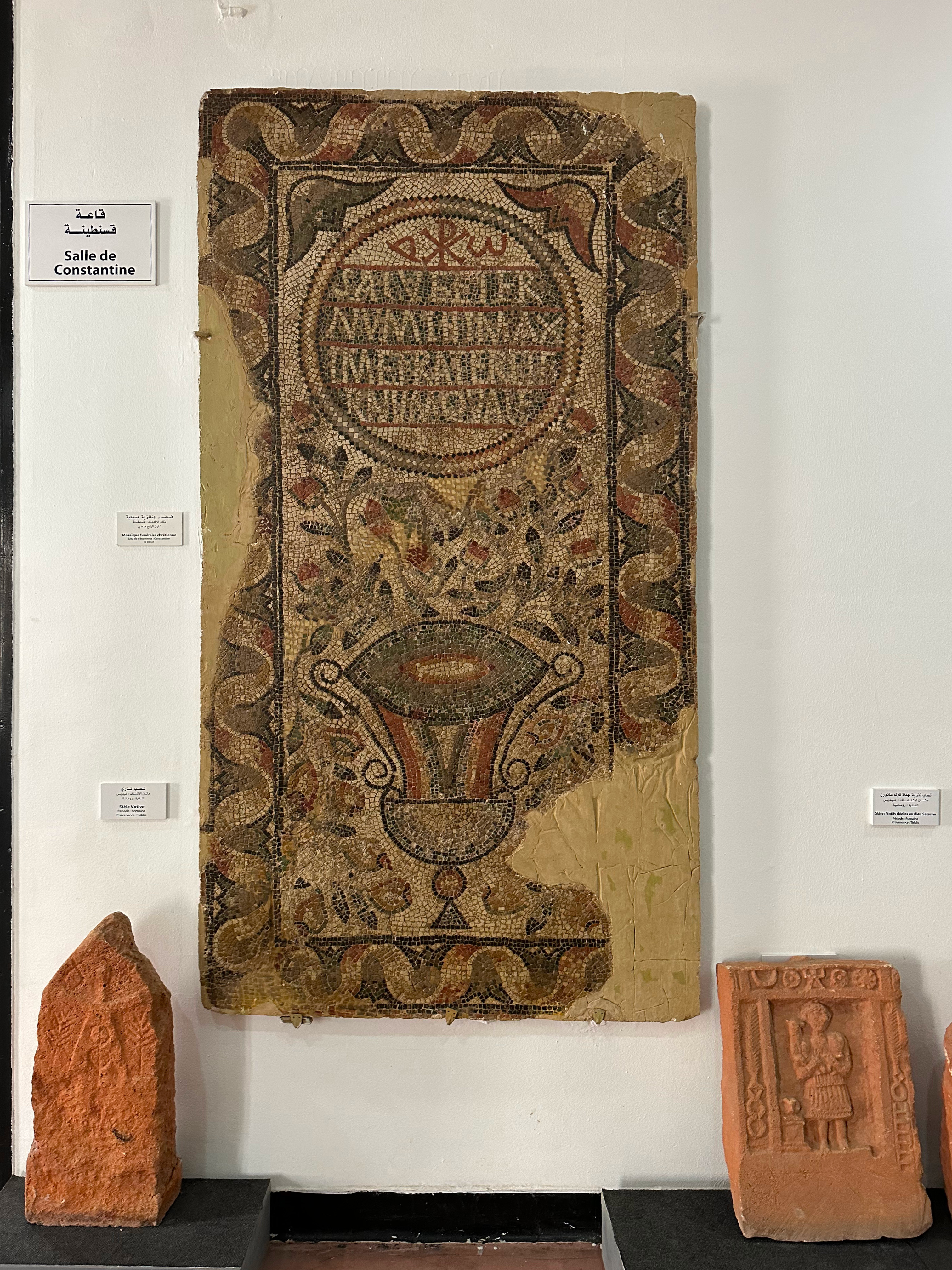
Mosaïque funéraire chrétienne du IVe siècle découverte à Constantine
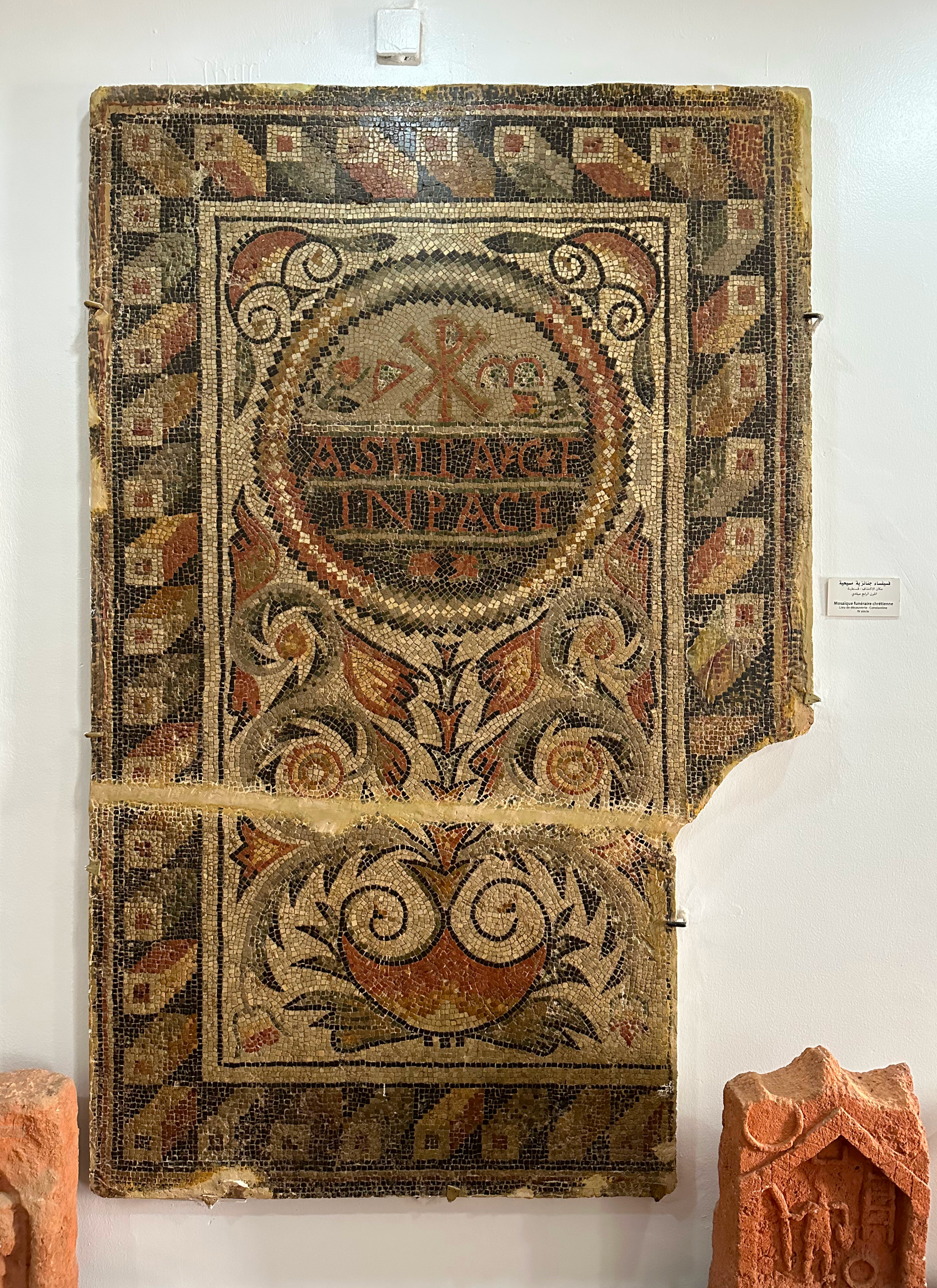
Une autre mosaïque funéraire chrétienne du IVe siècle découverte à Constantine
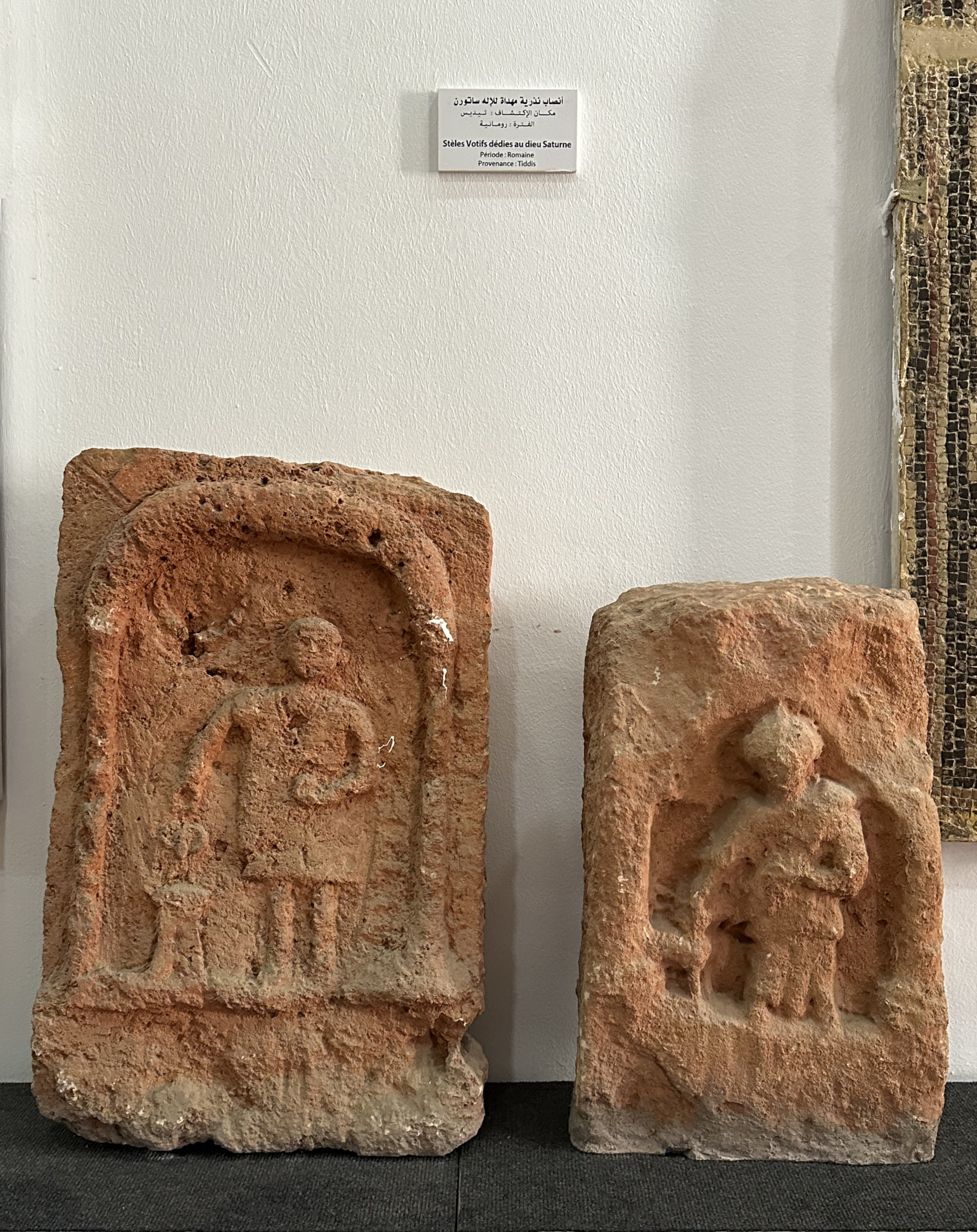
Stèles votifs dédiés au dieu Saturne, période romaine, découvertes à Tiddis
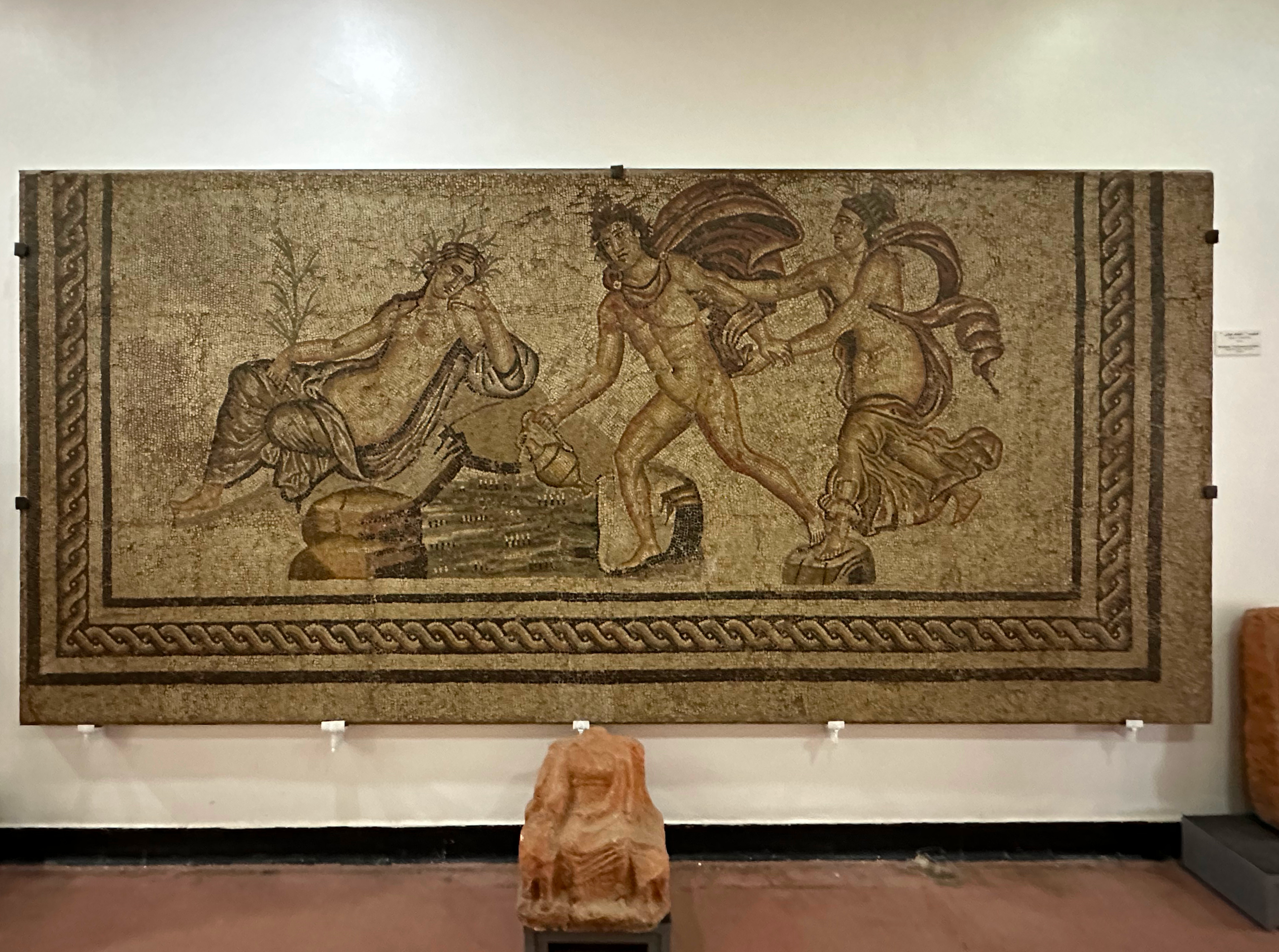
Mosaïque de L'enlèvement de Hylas découverte à Constantine
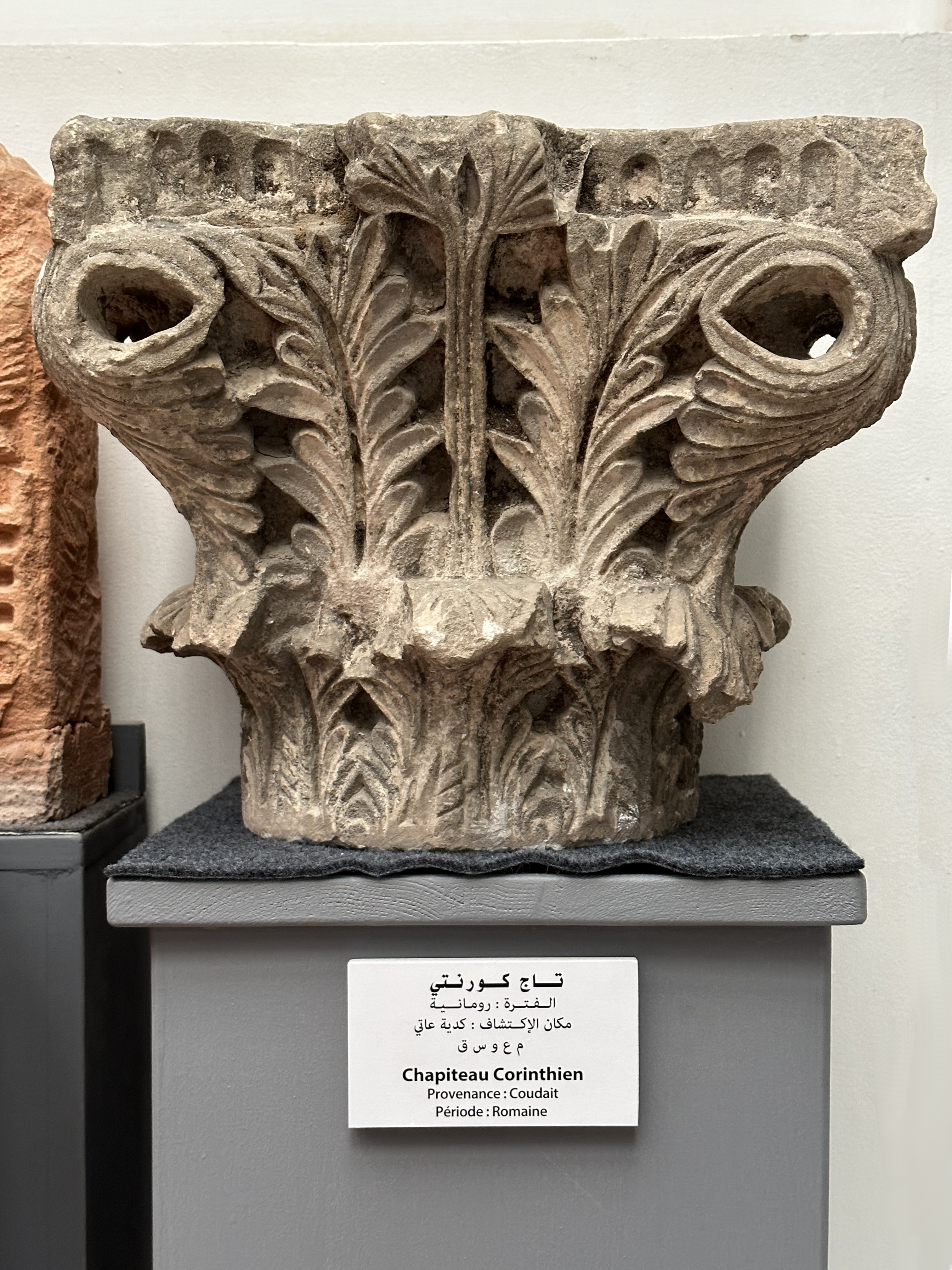
Chapiteau corinthien de la période romaine, découvert à Coudait (Constantine)
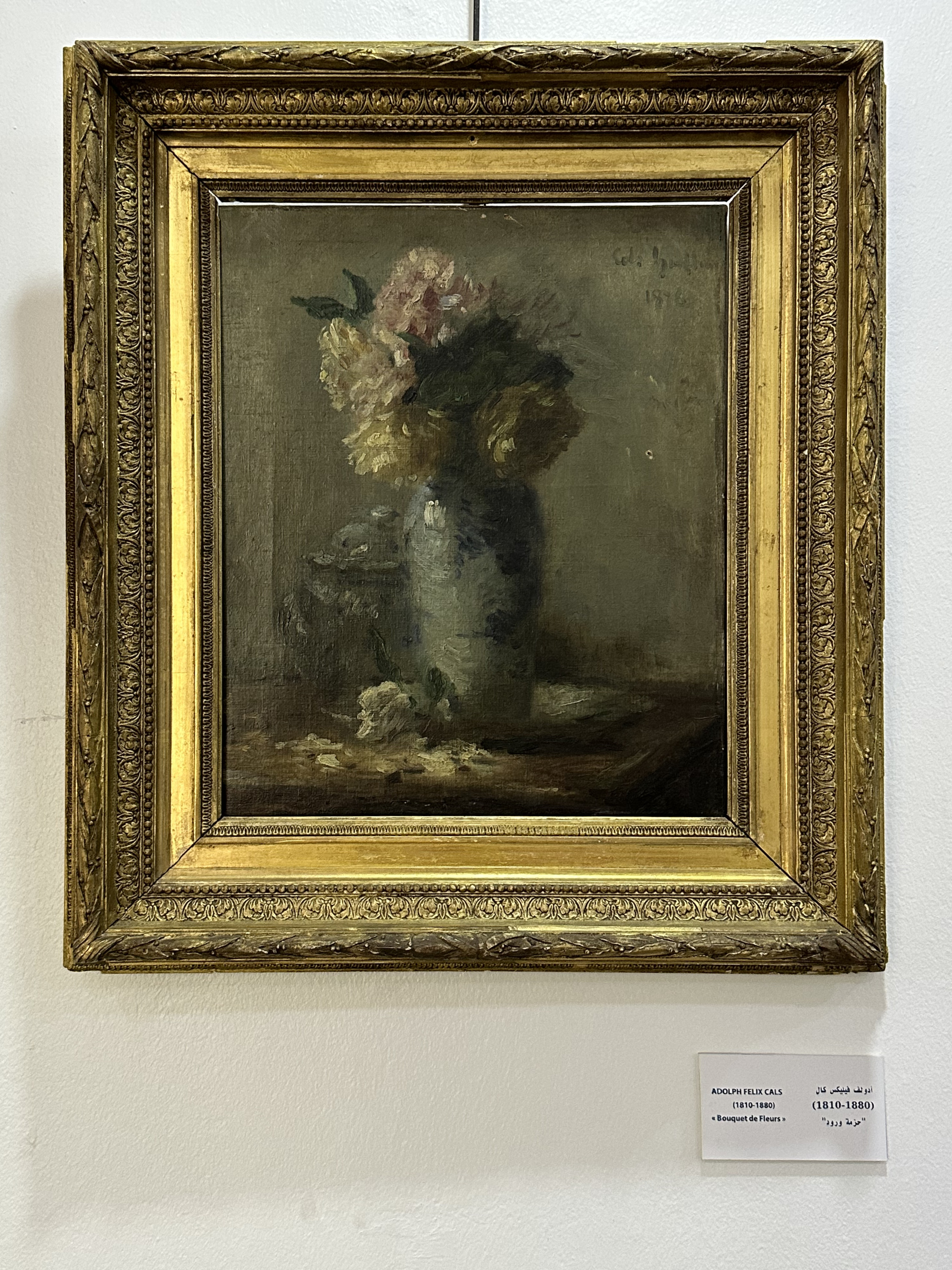
Le Bouquet de fleurs, Adolphe-Félix Cals
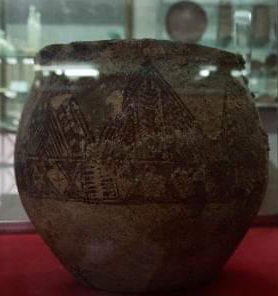
Vase de Tiddis